# ميركوريوس
ميركوريوس (حَكَم 697 - 722) كان حاكماً لمملكة المقرة النوبية. يعتقد المؤرخين أن مملكة المقرة في عهده ضمت مملكة نوباتيا النوبية.

## فترة الحكم
وفقًا للمؤرخ بيتر شيني، فقد عثر على نقش على أحد الحجارة في منطقة تدعى (فارس) يعود تاريخه إلى 707 بعد الميلاد، يشير هذا التاريخ إلى السنة الأولى من حكم ميركوريوس، وكذلك إلى العام الحادي عشر للحكم. في عام 710، بنى ميركوريوس نصبًا عليه نقوش يشير إلى أن مملكته قد اتحدت مع مملكة نوباتيا في ذلك التاريخ.
في عام 768 وصف جون ديكون (وهو مؤرخ مسيحي مصري) مركوريوس بأنه «قسطنطين الجديد»، والتي فسرها شيني كدليل على أن ميركوريوس لعب دورًا مهمًا في انتشار المسيحية في السودان.